# Salix sclerophylloides
Salix sclerophylloides är en videväxtart som beskrevs av Yi Liang Chou. Salix sclerophylloides ingår i släktet viden, och familjen videväxter. Inga underarter finns listade i Catalogue of Life.